# 9×21mm IMI
De 9×21mm IMI is een pistoolpatroon ontwikkeld door Israel Military Industries voor landen waar de 9×19mm Parabellum-patroon niet verkocht mag worden. Onder andere in Italië zijn kalibers die door ordediensten gebruikt worden, zoals de 9×19mm, verboden voor particulieren.
Deze patroon is gebaseerd op de 9 mm Parabellum maar met een 2 mm langere huls. Het projectiel zit dieper in die huls waardoor de lengte van beide patronen gelijk is.

## Specificaties

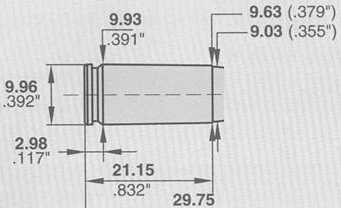
Doorsnede met afmetingen van een 9×21mm IMI-patroon.

| Hulslengte:       | 21,15 mm | 21,15 mm |
| Patroonlengte:    | 29,69 mm | 29,69 mm |
| Kogeldiameter:    | 9,02 mm  | 9,02 mm  |
| Kogelgewicht:     | 7,5 g    | 8 g      |
| Mondingssnelheid: | 390 m/s  | 360 m/s  |
| Energie:          | 570 J    | 520 J    |